# Спаун (фильм)
«Спаун» (англ. Spawn) — экранизация одноимённого комикса Тодда Макфарлейна. Фильм вышел на экран в США в 1997 году. Режиссёр Марк А.З. Диппе с Майклом Джей Уайтом в главной роли. Фильм является одним из первых фильмов, в которых присутствует чернокожий актёр, изображающий крупного супергероя комиксов.
Фильм был выпущен в Соединённых Штатах 1 августа 1997 года. Он собрал 87 млн долларов во всём мире против своего производственного бюджета в 45 млн долларов, но получил в целом негативные отзывы критиков. Фильм был последним фильмом Уильямсона до его смерти 16 декабря 2011 года.

## Сюжет
Эл Симмонс — полковник морской разведки и сотрудник спецслужб. Джейсон Винн, глава тайного правительственного агентства, на которого работает Симмонс, поручает ему проникнуть на завод по производству биохимического оружия в Северной Корее. В тайне от Симмонса, Винн приказал своему главному убийце Джессике Прист убить его, пока он находится на миссии. После того, как Симмонс умирает, Винн поджигает его тело, и пламя вызывает взрыв. Симмонс попадает в ад, где один из правителей Ада — Мэлболгия — предлагает ему сделку Фауста: если Симмонс становится его вечным слугой и лидером его армии в Армагеддоне, он сможет вернуться на Землю, чтобы увидеть свою невесту, Ванду Блэйк. Симмонс принимает предложение и возвращается на Землю.
По возвращении Симмонс узнает, что прошло пять лет со дня его смерти. Ванда замужем за его лучшим другом Терри Фицджералдом, которого считает отцом дочь Эла, Сайан. Вскоре Симмонс встречает похожего на клоуна демона по имени Осквернитель, посланного Мэлболгией, который действует как наставник Симмонса на пути к злу. Он также встречает таинственного старика по имени Коглиостро, как и Симмонс, являющегося Спауном, который успешно освободил свою душу и теперь борется за бога. Симмонс узнаёт, что Винн, который сейчас является торговцем оружием, разработал биологическое оружие под названием Heat 16. Во время приёма, Спаун атакует Винна, убивает Джессику и убегает с помощью его некроплазменной брони.
После нападения Симмонса Осквернитель убеждает Винна прикрепить устройство к его сердцу, которое выпустит Heat 16 по всему миру, если сердце Винна остановится. Однако Мэлболгия хочет чтобы Симмонс убил Винна и начал Апокалипсис. Спаун сталкивается с Осквернителем, который превращается в демоническую форму и избивает Эла. Коглиостро спасает Эла и учит его использовать свою некроплазменную броню. Симмонс узнаёт, что Осквернитель и Винн собираются убить Терри, Сайан и Ванду.
Терри посылает электронное письмо, в котором весь компромат на Винна, коллеге по новостям. Как только доставка письма завершается, в комнату входит Сайан вместе с Винном. Винн уничтожает компьютер Терри и берёт семью в заложники. Спаун прибывает и почти убивает Винна, но вместо этого извлекает устройство из тела Винна и уничтожает его. Видя, что его план сорвался, Осквернитель забирает Спауна и Коглиостро в ад, где они оба сражаются с демоном. Спаун затем сталкивается с Мэлболгией и говорит ему, что он никогда не поведёт армию ада. Спаун бежит с Коглиостро, попутно уничтожив часть адской армии. Осквернитель следует за ними. Следует финальная битва, заканчивающаяся тем, что Спаун обезглавливает демона своими цепями. Голова Осквернителя насмехается над группой и угрожает возвращением, прежде чем растаять и вернуться в ад. Винн арестован, и Спаун, понимая, что ему больше не место в мире Ванды, посвящает себя правосудию.

## В ролях
| Актёр            | Роль               |
| ---------------- | ------------------ |
| Майкл Джей Уайт  | Эл Симмонс/Спаун   |
| Джон Легуизамо   | Клоун/Осквернитель |
| Фрэнк Велкер     | Мэлболгия голос    |
| Мелинда Кларк    | Джессика Прист     |
| Никол Уильямсон  | Коглиостро         |
| Тереза Рэндл     | Ванда Блэйк        |
| Майл Пападжон    | Глен               |
| Даниэль Суини    | Терри Фицджералд   |
| Мартин Шин       | Джейсон Винн       |
| Анжели Альмендар | жена дипломата     |

## Выход на видео
Фильм был выпущен на VHS 5 мая 1998 года в версии PG-13 и версии R для Director's Cut. Режиссёрская версия Cut включала в себя 45 минут дополнительных кадров и композицию Версия от редакции была выпущена на DVD 9 января, 1998 года и на Blu-ray 10 июля 2012 года.

## Саундтрек
1. «(Can’t You) Trip Like I Do» — Filter и The Crystal Method
2. «Long Hard Road Out of Hell» — Marilyn Manson и Sneaker Pimps
3. «Satan» — Orbital и Кирк Хэмметт (Metallica)
4. «Kick the P.A.» — Korn и The Dust Brothers
5. «Tiny Rubberband» — Butthole Surfers и Moby
6. «For Whom the Bell Tolls (The Irony of it All)» — Metallica и DJ Spooky
7. «Torn Apart» — Stabbing Westward и Джош Уинк
8. «Skin Up Pin Up» — Mansun и 808 State
9. «One Man Army» — The Prodigy и Том Морелло (Rage Against the Machine)
10. «Spawn Again» — Silverchair и Vitro
11. «T-4 Strain» — Генри Роллинз и Goldie
12. «Familiar» — Incubus и DJ Greyboy
13. «No Remorse (I Wanna Die)» — Slayer и Atari Teenage Riot
14. «A Plane Scraped Its Belly on a Sooty Yellow Moon» — Soul Coughing и Roni Size

## Продолжение и перезапуск
Продолжение, ориентировочно названное «Спаун 2», было в производственном аду с 1998 года. Продюсер Дон Мёрфи утверждал, что был частью проекта в 2001 году. Макфарлейн заявил, что фильм будет сосредоточен прежде всего на детективных персонажах Сэме и Твиче, а Спаун будет появляться только на короткое время и исчезать, как акула из Челюстей
В 2007 году Тодд Макфарлейн объявил о разработке новой экранизации персонажа, названной просто «Спаун», которая должна была выйти в 2008 году. Во время интервью на шоу «Скотта Фаррелла» на радио Sirius, Макфарлейн сказал, что ему придётся самостоятельно работать над фильмом.
23 августа 2009 году Макфарлейн объявил, что начал писать сценарий для нового фильма, основанного на его персонаже, и сказал, что данная история хранилась в его голове семь или восемь лет, что идея фильма не является ни резюме, ни продолжением, а отдельной историей, которая будет оригинальной, и что этот фильм будет рассчитан на более старшую аудиторию, как фильм Отступники. В июле 2011 года Майкл Джей Уайт сказал, что он заинтересован в возвращении к главной роли, выражая свою поддержку фильму Макфарлейна. В июле 2013 года Джейми Фокс сказал, что он активно добивается роли в фильмах «Спаун» и "Майк Тайсон".. В августе 2013 года Макфарлейн обсудил свой прогресс со сценарием, заявив, что фильм будет более страшным и в жанре триллера, а не супергеройского кино.
В феврале 2016 года Макфарлейн объявил, что он закончил сценарий фильма. В июле 2017 года Blumhouse Productions подтвердили своё сотрудничество по разработке фильма, объявив, что Макфарлейн также подписал контракт на проект. Ожидается, что фильм начнёт производство к февралю 2018 года. В мае 2018 года было объявлено, что Джейми Фокс будет играть в главной роли Спауна. В июле 2018 года было сообщено, что Джереми Реннер будет сниматься вместе с Фоксом в роли детектива Твича. Сам фильм должен был выйти 2019 году.
В июле 2023 года Джейсон Блум объявил, что выход фильма в прокат запланирован на 2025 год. 22 июля 2024 года Макфарлейн на своей странице в Твиттер объявил, что сценарий завершен и что фильм будет называться King Spawn («Король Спаун»).